# Gil Fuller
Walter Gilbert 'Gil' Fuller (Los Angeles, 14 april 1920 - San Diego, 26 mei 1994) was een Amerikaanse jazzarrangeur in de bebop. Hij werkte o.a. met Dizzy Gillespie.

## Biografie
Na een studie in New York keerde hij terug naar de Westkust, waar hij arrangeur werd voor Les Hite (1940-42) en Floyd Ray. Met Ray ging hij in 1938 naar New York, waar hij werkte voor Jimmie Lunceford en Tiny Bradshaw. Nadat Billy Eckstine 1944 zijn orkest oprichtte, werd Fuller diens arrangeur. Verder werkte hij in die tijd voor Benny Carter, Benny Goodman, Woody Herman, Count Basie, Machito en Tito Puente. Hij werkte voor de bigband van Dizzy Gillespie, waarvoor hij meerdere composities en charts schreef (voor bijvoorbeeld Manteca, Swedish Suite en One Bass Hit). Eind jaren vijftig richtte hij in Los Angeles een eigen muziekuitgeverij op. Hij werkte ook als producent. In de jaren 50 en 60 werkte hij nog maar af en toe als arrangeur, zoals voor Stan Kenton (1955), James Moody en Ray Charles (1962). In 1965 werkte hij opnieuw met Gillespie samen, nu voor diens concert op het Monterey Jazz Festival, tevens was hij betrokken bij de organisatie van diens band voor een tournee in Europa. Hij was ook actief in de filmmuziek.

## Discografie (selectie)
- Benny Carter: The Deluxe Recordings (Swingtime, 1944)[1]
- Kenny Clarke: Kenny Clarke And His 52nd Street Boys - op: Fats Navarro: The 1946-1949 Small Group Sessions, Vol. 1 (Blue Moon)
- Gil Fuller And His Orchestra: The Bebop Boys (Savoy, 1949 (Anthologie))[2]
- Dizzy Gillespie: Jazz Gallery (RCA)
- Dizzy Gillespie: The Monterey Festival Jazz Orchestra (Blue Note, 1965)